# Cité administrative (Abidjan)
Pour les articles homonymes, voir Cité administrative.

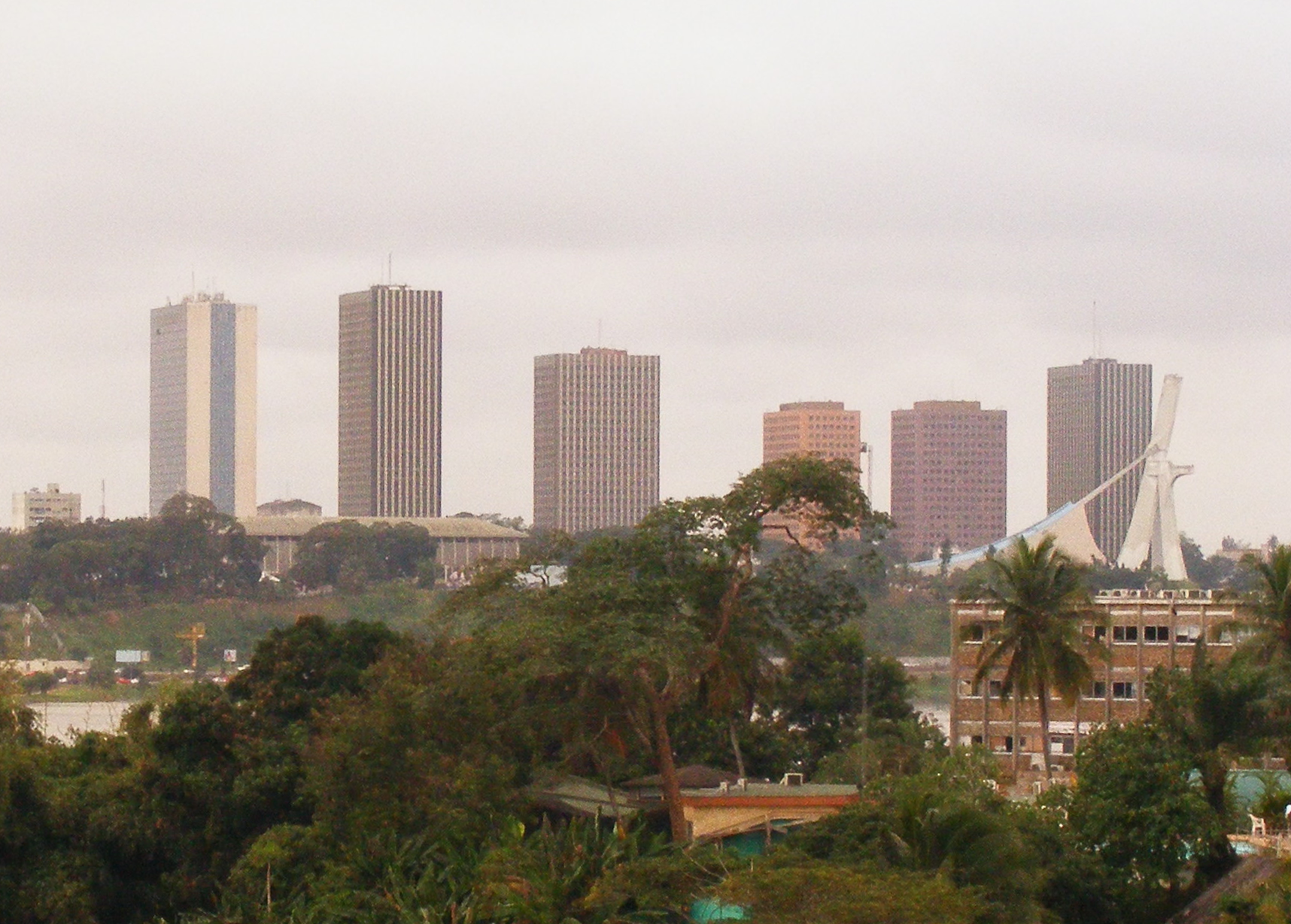
Vue des tours de la cité administrative et de la cathédrale Saint-Paul (de profil) depuis Cocody.

La cité administrative d'Abidjan est un ensemble de tours de bureaux, destinées à abriter l'administration ivoirienne au sein de l'ancienne capitale politique, Abidjan. Édifiée au cours des années 1970 et 1980 par l’État ivoirien, dans le cadre d'un projet de rassemblement des administrations, la cité se trouve à l'extrême nord de la commune du Plateau. Les dernières tours ont été achevées en 1984.
Bien qu'adjacent, l'immeuble CCIA ne fait pas partie de la cité administrative.

## Histoire
Le projet de création d'un ensemble permettant de centraliser l'ensemble des institutions et organismes de l’État remonte à la fin des années 1960, alors que les bureaux de l'administration et des ministères étaient répartis à différents endroits de la ville.
La construction des deux premières tours (A et B) débutent au début des années 1970 pour s'achever en 1977. Elles s'élèvent toutes deux à une hauteur de 70 m. À la suite de ces deux premières, la construction de trois nouvelles tours (C, D et E) est lancée peu de temps après l'achèvement des tours A et B. Ces trois tours seront achevées en 1984. Tandis que les tours C et E s'élèvent à une hauteur de 100 m, la tour D culmine à plus de 120 m, ce qui en fait l'édifice le plus élevé du pays.
La cité administrative est le dernier projet de planification urbaine moderniste et fonctionnel qu'a connu la métropole d'Abidjan. Il s'agit ainsi du témoin le plus récent du « miracle ivoirien » et des fastes du régime d'Houphouët-Boigny, alors que la dette et la situation des finances publiques du pays se trouvaient déjà dans une situation préoccupante à la fin des années 1970.

## Situation géographique
Le choix du lieu de la cité administrative a été influencé par la configuration des aires du Plateau : celle-ci se devait être éloignée des quartiers d'affaires et commerçants, localisés au sud de la péninsule ; la cité est également adjacente à d'anciennes zones tampons militaires. Cette ancienne zone tampon comporte encore aujourd'hui le siège de l’État major des armées du côté nord de l'avenue de la gendarmerie, et le camp militaire Gallieni à l'ouest du boulevard Carde. L'emplacement de la cité administrative permet ainsi de protéger les ministères et les organismes administratifs d'une éventuelle attaque venant du nord de la ville.
Toutefois, les ministères des Affaires Étrangères et de la Défense, ainsi que d'autres qui disposaient de locaux propres avant l'achèvement des tours, sont maintenus à l'écart de la cité administrative plus au sud du Plateau.

## Bilan

Très mal entretenues depuis les années 2000, les tours A et B ont été « déshabillées » des tôles planes qui ornaient leurs façades, analogues à celles de la tour Ariane.

Les tours A et B en mai 2020, 5 mois avant leur livraison après réhabilitation.

La cité administrative d'Abidjan est considérée en Côte d'Ivoire comme une réussite architecturale, et est érigée comme un projet de modernité exemplaire, motif de fierté pour les abidjanais. La cité administrative est en partie la résultante d'une volonté affichée de faire du Plateau la vitrine du pays, et de casser l'image de la « ville africaine » en important les modèles urbains européens du mouvement moderne. Le Plateau étant l'ancienne  « ville blanche » d'Abidjan, la cité administrative fait partie à la fois d'un héritage colonial et d'une recherche de dignité urbaine ivoirienne.
Cependant, à l'instar de l'ensemble des édifices publics ivoiriens, les édifices de la cité administrative ont souffert d'un manque d'entretien chronique depuis le commencement de la crise politico-militaire en Côte d'Ivoire. Des études, menées début 2013 à la suite d'un important incendie, ont révélé un état de dégradation très avancé et une dangerosité très élevé. Après plusieurs années d'études et de chantiers, les tours A et B réhabilitées ont été livrées le 15 octobre 2020.